# Die Borger
Die Borger (englischer Originaltitel The Borrowers) ist ein Fantasy-Kinderroman der britischen Kinderbuchautorin Mary Norton aus dem Jahr 1952. Er ist der erste Teil von insgesamt fünf Borger-Romanen. Die Illustrationen der englischen Originalausgabe stammen von Diana Stanley. Die deutsche Erstausgabe wurde 1955 unter dem Titel Die Borgmännchen beim Herder Verlag veröffentlicht.

## Inhalt
Mrs. May erzählt einem jungen Mädchen namens Kate eine wunderliche Geschichte, die ihr damals neunjähriger Bruder vor vielen Jahren erlebt haben soll. Darin geht es um das Volk der sogenannten Borger, nur wenige Zentimeter große, menschenähnliche Lebewesen, die im Verborgenen in alten Häusern leben und sich ihre Nahrung und Gegenstände, die sie zum täglichen Leben benötigen, von den menschlichen Bewohnern der Häuser „borgen“, ohne dass diese das Fehlen bemerken.
Die Borgerfamilie Clock, bestehend aus der 13-jährigen Tochter Arrietty, Vater Pod und Mutter Homily, lebt unterhalb einer Standuhr im Küchenboden eines alten englischen Landhauses, in dem die bettlägerige Großtante Sophy, ihre Köchin Mrs. Driver und der Gärtner Crampfurl wohnen. Außerdem ist dort Mrs Mays neunjähriger Bruder zu Besuch, der sich nach einer Fiebererkrankung draußen auf dem Land bei seiner Großtante erholen soll.
Für die Borger ist es fatal, von Menschen gesehen zu werden, denn das zwingt sie, ihr bisheriges Zuhause zu verlassen und sich eine neue Unterkunft suchen zu müssen. Genau das passiert jedoch zuerst Vater Pod und kurze Zeit später auch Arrietty, als beide von dem Großneffen gesehen werden. Arrietty freundet sich allerdings mit dem Jungen an und dieser hilft daraufhin der Borgerfamilie Clock beim „Borgen“, indem er ihnen – sehr zur Freude von Mutter Homily – nach und nach die Bestandteile eines Puppenhauses bringt. Arrietty liest im Gegenzug dem Jungen im Garten aus Büchern vor.
Mrs. Driver verdächtigt den Jungen des Diebstahls, als sie diesen dabei erwischt, wie er einen verschlossenen Schrank mit diversen Miniaturgegenständen zu öffnen versucht. Um ihn auf frischer Tat zu ertappen, legt sie sich eines Nachts auf die Lauer, bemerkt dabei Licht zwischen den Dielen des Küchenfußbodens und entdeckt daraufhin die Wohnung der Clocks. Ein Kammerjäger wird herbeigerufen, der die winzigen Wesen ausräuchern soll. Dem Großneffen gelingt es jedoch in letzter Sekunde, ehe er von einer Kutsche abgeholt wird, hinter dem Haus unbemerkt einen Gitterrost aus der Mauer zu brechen, zu dem ein Gang von der Clock-Wohnung hinführt.
Ob Arrietty und ihre Eltern dadurch dem sicher geglaubten Tod entrinnen und in der Nachbarschaft eines verlassenen Dachsbaus gemeinsam mit einer anderen Borger-Familie ein neues Zuhause finden konnten, kann Mrs. May – trotz einiger Indizien, die dies vermuten lassen – der jungen Kate allerdings nicht beantworten. Genauso wenig übrigens wie die Frage, ob ihr im Krieg gefallener Bruder sich all die Geschehnisse von den Borgern nicht einfach nur ausgedacht habe.

## Hintergrund
Mary Norton wuchs in einem Herrenhaus in Leighton Buzzard in Bedfordshire auf, das später als Vorlage für das alte Landhaus in Die Borger dienen sollte. Auf Grund von starker Kurzsichtigkeit in ihrer Kindheit inspizierte die Autorin oft Ufer, Hecken und seichte Tümpel aus nächster Nähe und stellte sich vor, wie es wäre, eines der winzigen Lebewesen zu sein, die sich dort tummelten. Daraus entstand eine Fantasiewelt, die die Basis für die Miniaturwesen in den Borger-Romanen werden sollte.

## Rezeption
Maverick Marvin Harris schreibt in seiner Rezension über die Borger-Reihe: „In Stil und Thema sind Mary Nortons Geschichten Kinderliteratur vom Feinsten, die sich die natürliche Vorliebe von Kindern für das fantasievolle Spiel zunutze macht. Die Borger-Serie nimmt einen festen Platz unter den Klassikern der Kinderliteratur ein, neben so bemerkenswerten Werken wie Kenneth Grahames Der Wind in den Weiden (1908), L. Frank Baums Der Zauberer von Oz (1900), J. R. R. Tolkiens Der kleine Hobbit (1937) und dem immer beliebten Meisterwerk von C. S. Lewis, den Chroniken von Narnia (1950-1956).“
Jacqueline L. Gmuca schreibt in ihrer Analyse des Buchs: „Die Kritiker haben The Borrowers für seine realistischen Details gelobt. Nortons Genialität hat eine Miniaturwelt geschaffen, in der eine Kartoffel nicht aus dem Lagerhaus getragen, sondern gerollt wird; in der Briefmarken von Königin Elisabeth zu Wohnzimmerporträts werden; und in der der Deckel einer Zigarrenkiste mit chiffongekleideten Damen und Palmen die Decke von Arriettys Schlafzimmer ist. Nortons geschickte Fähigkeit, alltäglichen Gegenständen aus der menschlichen Welt einen neuen Zweck und eine neue Funktion zu geben, macht The Borrowers glaubwürdig.“
Vivien Stableford schreibt in ihrem Survey of Modern Fantasy Literature: „Der Reiz der Borger-Bücher liegt wohl nicht nur in der Detailgenauigkeit, mit der Mary Norton den Alltag der Borger beschreibt, sondern auch in der Analogie von Borgern und Kindern, die nie überbetont wird, aber für den kindlichen Leser offensichtlich sein muss, insbesondere in den Passagen, in denen Arrietty mit dem Jungen in Dialog tritt. Kinder und Borger betrachten die Erwachsenen mit Verwunderung und Misstrauen, sind aber letztlich in ihrer Macht und für ihr Überleben auf sie angewiesen. Das ist die Botschaft, auch wenn Pod, Homily und die kleine Arrietty diese Wahrheit letztlich widerlegen, indem sie in der Wildnis überleben und sich selbst versorgen.“

## Auszeichnungen
Das Buch gewann 1952 die Carnegie Medal, wurde 1960 mit dem Lewis Carroll Shelf Award ausgezeichnet und gewann den American Library Association Distinguished Book Award.

## Referenzen
Die Borger wird in dem literarischen Nachschlagewerk 1001 Kinder- und Jugendbücher – Lies uns, bevor Du erwachsen bist! für die Altersstufe 8–12 Jahre empfohlen. Das Buch ist außerdem in der Anthologie The Hutchinson Treasury of Children's Literature enthalten.

## Adaptionen
Die Borger wurden mehrfach verfilmt:
- The Borrowers, Spielfilm USA 1973, Regie Walter C. Miller, u. a. mit Eddie Albert
- The Borrowers, Miniserie Großbritannien 1992, sechs Folgen, Regie John Henderson, u. a. mit Ian Holm und Penelope Wilton
- The Borrowers (deutsch Ein Fall für die Borger), Spielfilm Großbritannien/USA 1997, Regie Peter Hewitt, u. a. mit John Goodman
- Karigurashi no Arrietty (deutsch Arrietty – Die wundersame Welt der Borger), Animationsfilm Japan 2010 von Studio Ghibli, Regie Hiromasa Yonebayashi, Drehbuch Hayao Miyazaki
- The Borrowers (deutsch Die fantastische Welt der Borger), Fernsehfilm Großbritannien/Südafrika, 2011, Regie Tom Harper

## Ausgaben
- The Borrowers. Dent, UK 1952 (englisch, librarything.com).
- Die Borgmännchen. Herder, 1955. (deutsche Erstausgabe)
- Die Borgmännchen. Benziger Verlag, Zürich 1972. (Farbig illustriert von Walter Grieder)